# لنگفورد، بدفوردشر
لنگفورد (به انگلیسی: Langford) یک روستا و محله مدنی در بریتانیا است که در Central Bedfordshire واقع شده‌است. لنگفورد ۲٬۸۸۲ نفر جمعیت دارد.